# Étampes-sur-Marne
Étampes-sur-Marne es una comuna francesa situada en el departamento de Aisne, de la región de Alta Francia.

## Géografía
Étampes-sur-Marne está situada a orillas del río Marne, frente a Château-Thierry.

## Demografía
| 880 | 1 363 | 1 224 | 1 246 | 1 358 | 1 313 | 1 242 | 1 259 |
| Para los censos de 1962 a 1999 la población legal corresponde a la población sin duplicidades (Fuente: INSEE [Consultar]) |       |       |       |       |       |       |       |